# Moderato cantabile (film)
Pour les articles homonymes, voir Moderato cantabile (homonymie).
Pour plus de détails, voir Fiche technique et Distribution.
Moderato cantabile est un film franco-italien de Peter Brook sorti en 1960, d’après le roman Moderato cantabile de Marguerite Duras publié en 1958.
Le titre est inspiré d’une expression utilisée en musique, moderato cantabile.

## Synopsis
Dans une ville portuaire, une jeune mère bourgeoise, Anne Desbaresdes, rencontre un ancien ouvrier de l'usine que gère son mari. Par le biais de conversations entre oisifs, qui s'étirent lors de fins d'après-midi dans un café, Anne confronte sa vie rangée à une passion basée sur un idéal développé tout au long du film. Le récit s'ouvre en effet sur un meurtre passionnel sur lequel l'héroïne va ressasser des questions nécessairement sans réponse.

## Fiche technique
- Titre original français : Moderato cantabile
- Titre italien : Moderato cantabile - Storia di uno strano amore
- Réalisation : Peter Brook
- D’après le roman du même nom de Marguerite Duras, publié en 1958 aux éditions de Minuit
- Adaptation et dialogues : Marguerite Duras et Gérard Jarlot
- Photographie : Armand Thirard
- Son : William Robert Sivel
- Enregistrement Western Electric, Mondiaphonic
- Montage : Albert Jurgenson
- Maquillage : Jean-Paul Ulysse
- Décors : Robert André
- Assistant réalisateur : Serge Vallin
- Régisseur : Lucien Lippens
- Effets spéciaux LAX
- Tirage dans les laboratoires L.T.C de Saint-Cloud
- Production  : Raoul Lévy
- Directeur de production : Roger Debelmas
- Sociétés de production : production Iena (Paris), Documento Films (Rome)
- Société de distribution : Paramount
- Pays de production :  France -  Italie
- Format : Pellicule 35mm, noir et blanc Cinémascope
- Genre : drame
- Durée : 90 minutes
- Dates de sortie :
  - France : 25 mai 1960 (Visa d'exploitation : 23.047)
  - Italie : 28 septembre 1960

## Distribution
- Jean-Paul Belmondo : Chauvin
- Jeanne Moreau : Anne Desbarèdes
- Didier Haudepin : Le petit Pierre
- Colette Régis : Mlle Giraud, la professeur de piano
- Pascale de Boysson : La propriétaire du bar de La Gironde
- Jean Deschamps : Desbarèdes
- Valéric Dobuzinsky : L'assassin

## Production
Le court roman Moderato cantabile de Marguerite Duras est publiée en 1958. Peter Brook obtient les droits du film et souhaite offrir le rôle principal à Jeanne Moreau, qu'il avait dirigée dans la pièce La Chatte sur un toit brûlant au théâtre Antoine.
Cependant, le seul autre film de Brook, L'Opéra des gueux, avait été un échec commercial et il a du mal à trouver des fonds pour ce nouveau film. Selon un article de presse, « après presque un an de diplomatie et de harcèlement financier, artistique et émotionnel, Raoul Lévy a par affection accepté de produire le film ».
Lévy parle du film comme « une histoire de suspense romantique qui n'utilise que deux protagonistes. On pourrait dire qu'à partir d'une histoire d'amour passive, on apprend comment un crime passionnel a été commis ».
Lévy voulait Simone Signoret pour jouer le rôle principal féminin, mais Brook voulait Moreau, et par contrat, Brook, Moreau et Duras bénéficiaient d'un contrôle artistique complet. Brook a admis que c'était « très inhabituel » mais a insisté sur le fait que le film avait besoin d'une interprétation « confiante et délicate » pour réussir.
Brook dit que Lévy ne comprenait pas le scénario mais « il était convaincu que si Brook, Moreau et Duras y voyaient quelque chose, il devait y avoir quelque chose ». Lévy n'a pas montré le scénario aux financeurs potentiels ; au contraire, il leur a dit : « Écoutez, vous avez refusé Les Quatre Cents Coups parce que vous ne compreniez pas le scénario, vous avez refusé Hiroshima mon amour ; eh bien, je n'arrive pas à comprendre ce scénario et, en plus, je ne vais même pas vous le montrer, mais je veux 30 millions de francs ». Levy parvient finalement à obtenir le financement qu'il cherchait.
Le premier rôle masculin est d'abord attribué à Richard Burton, qui doit jouer le rôle en parlant français. « Je le fais pour l'art, pas pour l'argent », a déclaré Burton. « Pour un acteur classique, le principal est de varier les plaisirs - d'accomplir des choses incongrues dans différents médias. Il s'agit d'élargir son champ d'action ». Cependant, Burton a été contraint de se retirer peu avant le début du tournage. Il a déclaré plus tard que c'était parce que « les syndicats français se sont opposés à la dernière minute à ce qu'un acteur britannique apparaisse dans une production entièrement française, même si l'Anglais Peter Brook en était le metteur en scène ». Jean-Paul Belmondo a remplacé Burton, choisissant le film plutôt qu'un rôle au théâtre qu'on lui proposait. Il n'apparaîtra plus sur les planches pendant plus de 25 ans.
Pendant le tournage, Belmondo a eu un accident alors qu'il conduisait une voiture avec le fils de Jeanne Moreau comme passager, sans ceinture. L'acteur s'en sortira quasiment indemne mais le fils Moreau sera dans le coma pendant trois semaines,.
Le film a été tourné cours du Port à Blaye en région bordelaise (33). Aujourd'hui, le Café de la Gironde n'existe plus. En revanche, le bac qui transporte les habitants de l'autre côté de l'Estuaire de la Gironde existe bel et bien.

## Distinctions
- Prix d’interprétation féminine au Festival de Cannes 1960 pour Jeanne Moreau[7]